# Forteresse
Forteresse ist eine kanadische Extreme-Metal-Band, die sich textlich mit patriotischen sowie separatistischen Themen ihrer Heimatprovinz Québec auseinandersetzt.

## Diskografie
- 2006: Métal noir québécois (Album, CD, Sepulchral Productions; 12″-Vinyl, Eisenwald Tonschmiede)
- 2007: Traditionalisme (EP, 7″-Vinyl, Sepulchral Productions)
- 2008: Les hivers de notre époque (Album, CD, Sepulchral Productions; 12″-Vinyl, Eisenwald Tonschmiede)
- 2010: Rouge souvenir d'antan/Profonde liberté à nos cœurs mit  Brume d'Automne (Split-Single, 7″-Vinyl, Sepulchral Productions)
- 2010: Par hauts bois et vastes plaines (Album, CD, Sepulchral Productions)
- 2011: Une nuit pour la patrie (Demo, MC, Spectre Sinistre)
- 2011: Crépuscule d'octobre (Album, CD, Sepulchral Productions)
- 2014: Légendes mit Monarque, Csejthe und Chasse-Galerie (Split-Single, 2x7″-Vinyl, Sepulchral Productions)
- 2016: Thèmes pour la rébellion (Album, CD, Sepulchral Productions; 12″-Vinyl, Eisenwald Tonschmiede)
- 2017: Récits patriotiques (Demo, CD, Sepulchral Productions)